# مارک لی پینگ بین
مارک لی پینگ بین (انگلیسی: Mark Lee Ping Bin؛ زادهٔ ۸ اوت ۱۹۵۴) عکاس و فیلم‌بردار برجستهٔ اهل تایوان است. او تاکنون بابت کارهایش، برندهٔ ۲۱ جایزهٔ بین‌المللی شده است؛ از جمله جایزه حلقه منتقدان فیلم نیویورک برای بهترین فیلمبرداری در سال ۲۰۰۱ میلادی بابتِ فیلمِ «در حال‌وهوای عشق». از سایر آثار وی می‌توان به فیلم آدم‌کش اشاره کرد.